# Eugénie Stoetzer

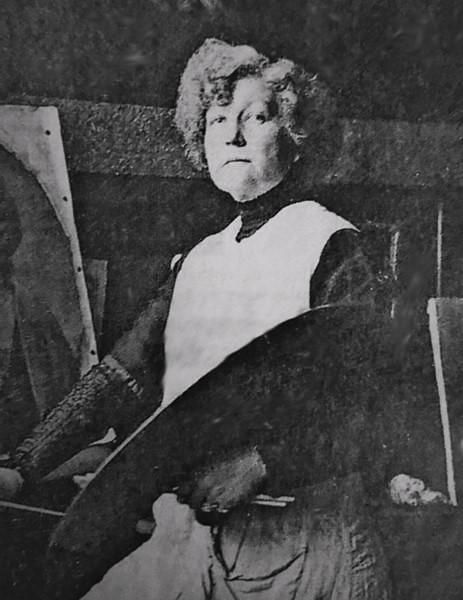
Eugenie Stoetzer in ihrem Atelier in Metz (1910)

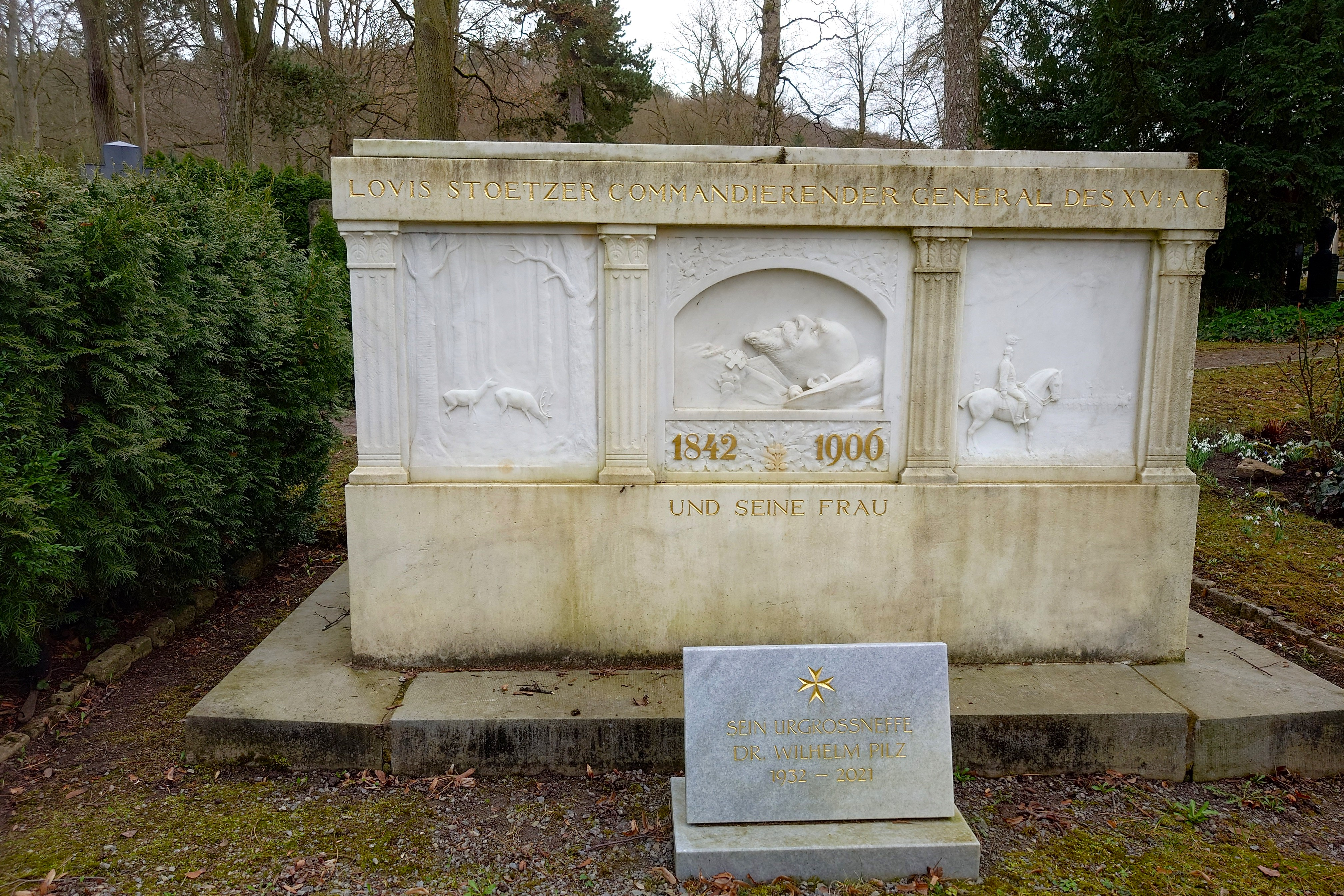
Grabmal von Louis und Eugénie Stoetzer auf dem Parkfriedhof Meiningen

Eugénie Thérèse Stoetzer (* 1. Juni 1860 als Eugénie Thérèse Carré in Straßburg; † 9. Januar 1941 in Baden-Baden) war eine französisch-deutsche Malerin.

## Leben
Eugénie Thérèse Carré wurde 1860 in Straßburg geboren, erlebte dort im Deutsch-Französischen Krieg die Belagerung der Stadt durch preußische Truppen und erlangte durch die anschließende Angliederung von Elsass-Lothringen an das Deutsche Kaiserreich die deutsche Staatsbürgerschaft. Eugénie Thérèse war die Schwester des Albert Carré, „Administrateur général de la Comédie-Française“ und „Kommandeur der Ehrenlegion“. Sie studierte Porträtmalerei in Straßburg, Paris, München und bei Franz Skarbina in Berlin.
Eugénie Carré heiratete am 23. Mai 1885 in Straßburg den deutschen Major und späteren Kommandierenden General Louis Stoetzer. Von 1886 bis 1890 lebte das Ehepaar in Berlin. Mit der Berufung von Louis Stötzer als Oberst zum Kommandeur des 2. Thüringischen Infanterie-Regiments Nr. 32 wohnten sie ab 1890 in der Garnison- und Residenzstadt Meiningen. Eugénie wurde eine enge Freundin von Helene Freifrau von Heldburg, der dritten Ehefrau des Herzogs Georg II. von Sachsen-Meiningen. Als ihr Mann Louis 1894 Generalmajor und Kommandeur der 31. Infanterie-Brigade in Trier wurde, widmete sie sich verstärkt der Malerei. Als man Louis Stoetzer als Generalleutnant 1901 zum Gouverneur von Metz ernannte und beide dorthin zogen, nahm Eugénie großen Einfluss auf die Innengestaltung vom „Palais du Gouverneur“. Am 17. April 1906 starb Louis Stoetzer bei Metz. Eugénie Stoetzer entwarf das Grabmal mit Marmorsarkophag, begann wieder zu malen und engagierte sich in der Wohlfahrt. Ende 1910 bezog sie ein Atelier in Metz. 
Im Ersten Weltkrieg porträtierte Eugénie Stoetzer zahlreiche Gefallene und betreute Verwundete. 1916 ließ sie das komplette Grabmal mit dem Leichnam ihres verstorbenen Ehemannes von Metz nach Meiningen überführen und auf dem dortigen Parkfriedhof beisetzen. Das unter Denkmalschutz stehende Grabmal wurde 2020 von der Restauratorin Andrea Neid restauriert. Ab 1918 lebte sie wieder in Meiningen und zog nach dem Tod ihrer Freundin Helene Freifrau von Heldburg 1923 nach Baden-Baden. Eugénie Thérèse Stoetzer starb am 9. Januar 1941, ihre Urne wurde am Grabmal ihres Mannes in Meiningen beigesetzt. Das Ehepaar Stoetzer blieb kinderlos.

## Werke
Eugénie Stoetzer schuf rund 120 Pastellzeichnungen, Porträts, Skizzen  und Ölbilder. Von ihr stammen Porträts von Kaiser Wilhelm II., Herzog Georg II., Helene Freifrau von Heldburg, ihren Mann sowie eine Vielzahl von weiteren bekannten und unbekannten Personen. Des Weiteren malte sie Landschaften und Tiere. 1910 stellte sie einige Werke auf der „Deuxieme Exposition Alsacienne-Lorraine des Beaux-Arts“ aus und wurde mit der „Palmes Académiques“ für Verdienste um das französische Bildungswesen ausgezeichnet. Einige Bilder sind heute in den Meininger Museen im Schloss Elisabethenburg ausgestellt. 

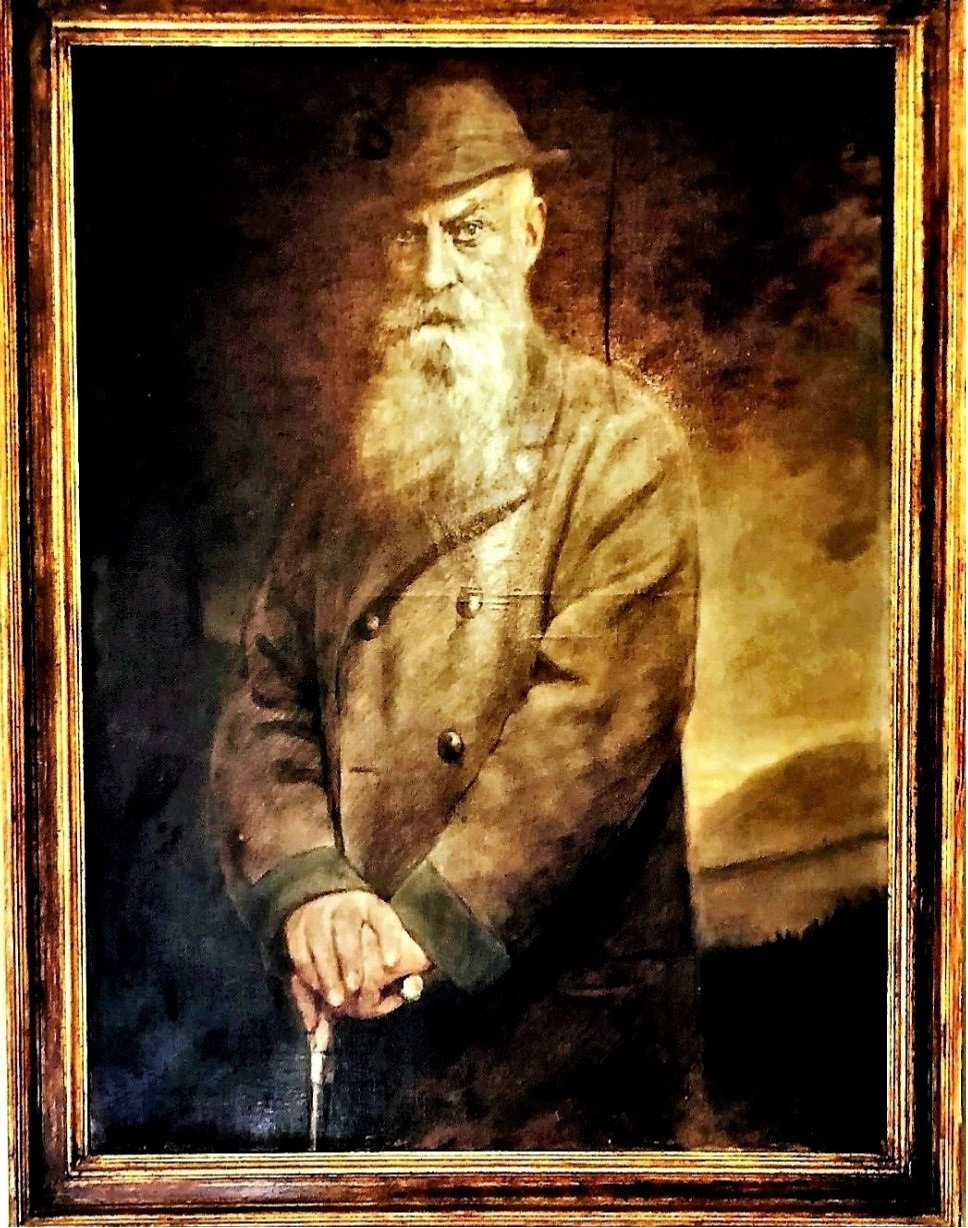
E. Stoetzer, Herzog Georg II. v. Sachsen-Meiningen